# Nanpara
Nanpara (hindi नानपारा) – miasto w północnych Indiach w stanie Uttar Pradesh, na Nizinie Hindustańskiej.
Populacja miasta w 2001 roku wynosiła 42 771 mieszkańców.